# Кушмурун
Кушмуру́н (каз. Құсмұрын) — посёлок в Аулиекольском районе Костанайской области Казахстана. Административный центр поселковой администрации Кушмурун. Код КАТО: 393633100.

## География
Посёлок расположен в Тургайской ложбине, в 10 км к югу от озера Кушмурун, на расстоянии 156 км от областного центра города Костаная и 50 км от районного центра села Аулиеколь. Западнее посёлка протекает река Убаган. Территория составляет 10 740 гектар.

## История
Станция Кушмурун была основана 7 мая 1939 года в связи со строительством железнодорожной линии Акмолинск — Карталы Южно-Сибирской магистрали. 2 ноября 1942 года населённому пункту при станции Кушмурун был присвоен статус рабочего посёлка.

## Население
Согласно первой послевоенной переписи населения СССР в пгт. Кушмурун на 1959 год проживало 18 278 человек (8658 мужчин и 9620 женщин). В 1989 году население поселка составляло 10 189 человек (4891 мужчина и 5298 женщин). В 1999 году население посёлка составляло 8591 человек (4142 мужчины и 4449 женщин). По данным переписи 2009 года в посёлке проживали 9633 человека (4745 мужчин и 4888 женщин).
| май 1939 | июль 1939 | 1947  | 1959  | 1970  | 1979  | 1986  | 1988  | 1989  |
| -------- | --------- | ----- | ----- | ----- | ----- | ----- | ----- | ----- |
| 350      | 700       | 10000 | 18278 | 13694 | 10430 | 12500 | 11000 | 10189 |
| 1999     | 2003      | 2009  | 2013  | 2016  | 2019  | 2020  | 2021  | 2022  |
| 8591     | 9000      | 9633  | 9080  | 9137  | 8862  | 8634  | 8586  | 8448  |

## Социальная инфраструктура
В посёлке имеются две общеобразовательные школы (№ 1 с государственным языком обучения, № 2 с русским языком обучения), три детских сада, сельская больница, Дом культуры, три библиотеки, спорткомплекс ангарного типа, в котором проводятся занятия по греко-римской борьбе, тяжелой атлетике, пауэрлифтингу, волейболу, баскетболу, мини-футболу, настольному теннису, спортивная площадка с полем для мини-футбола.

## Экономика
В поселке Кушмурун расположена крупная станция, которая расположена на двухпутном участке железной дороги, имеет 12 приемоотправочных путей. Филиалом АО «НК «КТЖ» осуществляются грузовые перевозки на участках Кушмурун — Тобол, Кушмурун — Есиль — Атбасар, и пассажирские перевозки.
Предприятия железнодорожного транспорта являются градообразующими: филиал ТОО «Кушмурунский ТРЗм» (ремонт маневровых тепловозов), филиал ТОО Astana Railway Services (ремонт подвижного состава). Имеются ГКП «Кушмурунская ТЭК», филиал АО «Народный банк Казахстана», филиал АО «Казпочта». Крупнейшее Кушмурунское месторождение бурого угля, представлено тремя разрезами, общими запасами 2,6 млрд т. Разрез № 1 разрабатывает ТОО «Казахская угольная энергетическая компания». Также разведаны средние по величине запасов месторождения бокситов. Открыты месторождения строительных и огнеупорных материалов.

## Исправительная колония
В июле 1959 года примерно в 10 км к юго-востоку от станции Кушмурун была образована исправительно-трудовая колония усиленного режима № 33 (УК-161/4). Изначально колонию называли Убаганской, так как рядом с ней был построен небольшой поселок, в котором проживали работники этой колонии. В данной колонии с 2002 по 2005 годы отбывал срок Галымжан Жакиянов. В 2020 году колония была ликвидирована, заключенные и сотрудники распределены по исправительным учреждениям в других городах.

## Известные жители и уроженцы
- Фадеев, Григорий Васильевич (1915 — 1968) — Герой Социалистического Труда.
- Чумакова, Зулпа Супьяновна (1951 — 2020) — заслуженный работник культуры Республики Казахстан, казахстанская поэтесса чеченского происхождения.